# Gerhard Schünemann
Gerhard Schünemann (geboren am 30. September 1944; gestorben am 9. November 2015) war ein deutscher Betriebswirt und Hochschullehrer.

## Leben
An der Friedrich-Schiller-Universität Jena befasste er sich mit Kybernetik, Statistik und Messtheorie in der Betriebswirtschaftslehre. Er absolvierte Studienaufenthalte in Mannheim, Tübingen und Münster. Gerhard Schünemann promovierte zum Dr. sc. oec. auf dem Gebiet der Statistik und habilitierte sich in der Betriebswirtschaftslehre. Seit 1995 war er Inhaber des Lehrstuhls für Betriebswirtschaftslehre, insbesondere Rechnungswesen und Controlling am Fachbereich Maschinenbau der Fachhochschule Stralsund. Die Schwerpunkte seiner Lehr- und Seminarveranstaltungen lagen in den Themen Strategisches Controlling der Produktions-, Investitions- und Finanzprogrammgestaltung; Sicherung einer nachhaltigen Unternehmensentwicklung durch umweltorientiertes Controlling; Anwendung chaostheoretischer Erkenntnisse auf betriebswirtschaftliche Modellsysteme.
Gerhard Schünemann war zeitweilig auch als Bereichsleiter für Finanzen und Controlling in einem mittelständischen Textilunternehmen sowie als Mitarbeiter in der „Fachdirektion Vorlaufforschung“ des Carl-Zeiss-Forschungszentrums tätig.

## Veröffentlichungen
- mit Torsten Czenskowsky: Grundzüge des Controlling: Lehrbuch der Controlling-Konzepte und Instrumente, Deutscher Betriebswirte-Verlag, ISBN  978-3-88640-141-3
- mit Bernd W. Müller-Hedrich und Norbert Zdrowomyslaw: Investitionsmanagement: Systematische Planung, Entscheidung und Kontrolle von Investitionen (Die Betriebswirtschaft. Studium und Praxis), expert, ISBN 978-3-8169-2558-3
- mit Werner Pepels (Hrsg.): Expert Praxislexikon – Betriebswirtschaftliche Kennzahlen, expert, 2008